# Hospital Universitari de Girona Doctor Josep Trueta

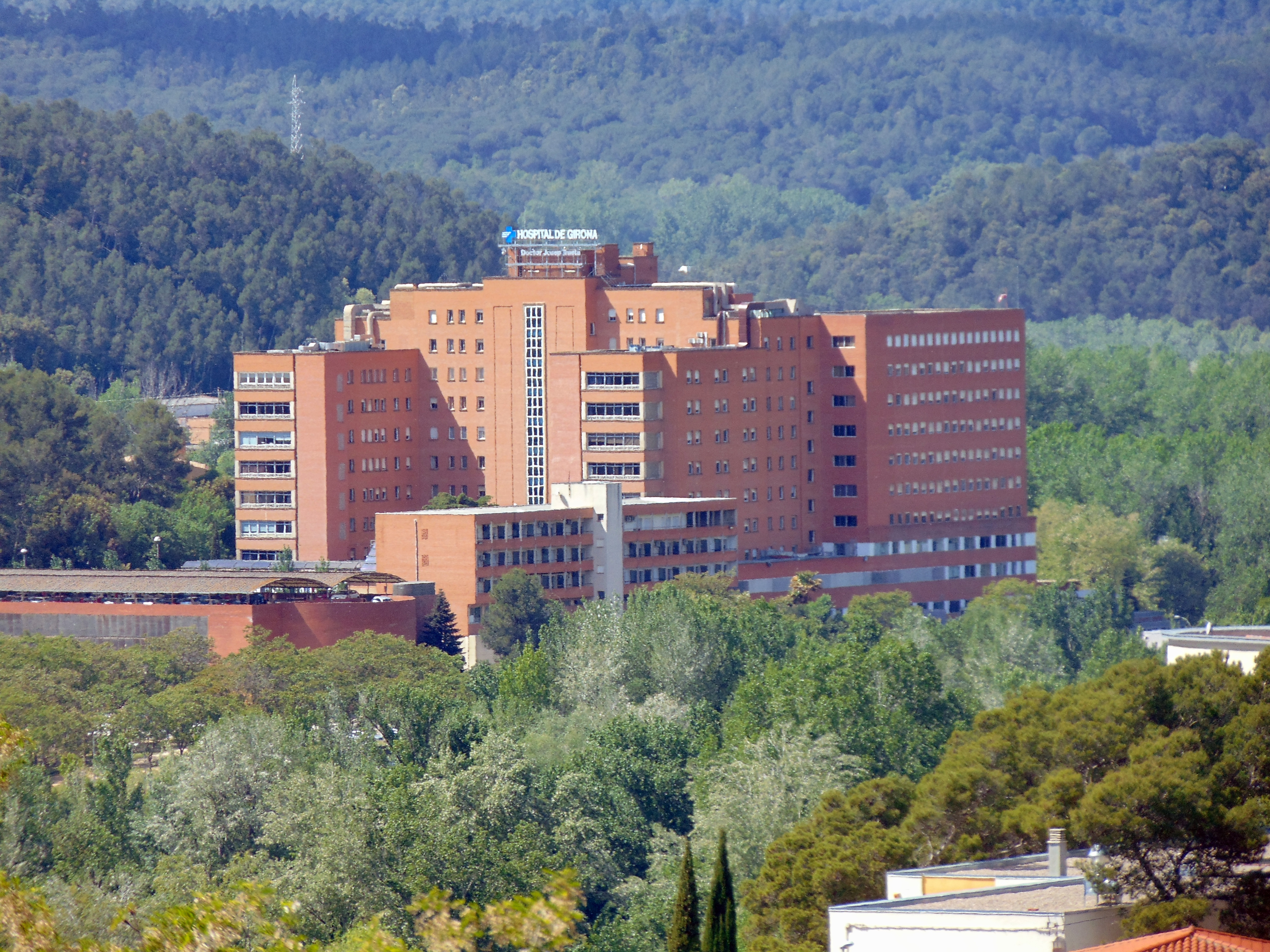
Hospital Josep Trueta de Girona

L'Hospital Universitari de Girona Doctor Josep Trueta o localment simplement com el Trueta o l'Hospital Trueta és un hospital de caràcter públic gestionat per l'Institut Català de la Salut. Està ubicat a la zona nord de Girona, a l'Avinguda de França. Aquest centre, que pertany al sistema sanitari integrat d'utilització pública de Catalunya (SISCAT), té la responsabilitat d'oferir assistència especialitzada a la comunitat. És el centre de referència per a set Àrees Bàsiques de Salut (Banyoles, Celrà, Girona 1, Girona 2, Girona 3, Girona 4 i Sarrià de Ter). Amb una plantilla de 1.800 treballadors sanitaris i 2.000 estudiants de grau, formació professional i postgrau, disposa de 364 llits, amb uns 21.000 ingressos i 210.000 consultes externes anuals. El seu pressupost anual és d'uns 100 milions d’euros. L'Hospital Trueta vertebra la seva activitat en tres línies: l'assistència, la recerca i la docència, cobrint les necessitats sanitàries dels gironins i àrees de referència oferint totes les especialitats mèdiques i quirúrgiques de qualsevol hospital terciari. Té una estreta relació, a nivell de recerca, amb l'Institut d'Investigació Biomèdica de Girona (IdIBGi). També té estreta relació amb la Facultat de Medicina i la Facultat d'Infermeria de la Universitat de Girona (el 1961 va vincular l'Escola d'Infermeria 

## Història
En uns terrenys comprats en 1950, la direcció de l'obra l'assumí l'equip d'arquitectes dirigit per Aurelio Botella Enríquez seguint els models d'hospitals dels Estats Units d'Amèrica. Es va inaugurar el 13 d'abril de 1956 amb 291 llits, 10 plantes i baixa ocupació inicial com a Residencia Sanitaria de la Seguridad Social de Gerona. Posteriorment va adquirir el nom de Residencia Sanitaria Álvarez de Castro, en homenatge a Mariano Álvarez de Castro. L'hospital fou ampliat a la dècada dels 1970 doblant la superfície construïda, i en 1974 s'inaugura l'edifici de l'escola d'infermeria (l'actual edifici annex). L'any 1981 la Seguretat Social va transferir la gestió a la Generalitat de Catalunya, i a partir del 1989 s'inicià el canvi de nom per part del Servei Territorial de Sanitat de la Generalitat de Catalunya, adoptant el de Josep Trueta i Raspall, metge traumatòleg destacat per les seves intervencions quirúrgiques i ortopèdiques en 1990, que en 1996 es va consolidar com a hospital universitari de la Universitat de Girona. En 2002 es fa una segona ampliació, part de l'Institut Català d'Oncologia (ICO), annex al cos principal de l'hospital. L'any 2005 es va crear l'Institut de Recerca Biomèdica de Girona (Idibgi) per liderar la recerca en salut, i el 2021 entra en funcionament l'edifici de 2 plantes de consultes externes, aixecat sobre l'aparcament.

## Especialitats
L'Hospital Trueta és un centre sanitari classificat de Nivell 2, segons Reial decret 1277/2003, de 10 d'octubre sobre les bases generals per autoritzar centres, serveis i establiments sanitaris. Aquest centre sanitari té una capacitat de 402 llits amb totes les especialitats pròpies del segon nivell (C.1.2) i algunes típiques del tercer nivell (C.1.3) com són la de neurocirurgia, la de cures intensives, la de pediatria i la d'oncologia mèdica.

## Investigació
Primer va ser la Fundació Doctor Josep Trueta qui va promoure, desenvolupar, i difondre la recerca biomèdica per millorar la prevenció, el diagnòstic i el tractament de les malalties, creada el 1995 i de gestió privada. Des del 2005 ha agafat el relleu l'Institut d'Investigació Biomèdica de Girona, IDiBGi, de caràcter públic i adscrit al Programa CERCA. L'IDiBGi s'estructura en cinc grups de recerca: HUGJT / UdG (Hospital Universitari de Girona Dr. Josep Trueta i Universitat de Girona), IDI (Institut de diagnòstic per la imatge), ICO (Institut català d'oncologia), Atenció Primària de l'ICS a Girona. Aquests grups de recerca investiguen l'àrea cardiovascular, la metabòlica i inflamatòria, la neurocientífica, la onco-hematològica i la plataforma de recerca sobre diagnòstic genètic cardiovascular i la de recerca sobre la imatge mèdica.

## Docència
Avui dia l'hospital acull docència pregrau i postgrau, tant en estudiants d'infermeria com de medicina. El Trueta va tenir el primer contacte amb la docència l'any 1961, quan el centre va acollir l'Escola Universitària d'Infermeria. El 1978 es va aconseguir l'acreditació per impartir docència pel sistema MIR, a l'aleshores Residencia Sanitaria de la Seguridad Social General Álvarez de Castro. Actualment l'Hospital Trueta compta amb 156 residents (inclosos FIR i LLIR) realitzant la seva especialització al centre i amb un total de 24 serveis acreditats. Per tal d'acollir i organitzar el programa formatiu d'aquests residents, el Trueta disposa de la Comissió de Docència, amb un total de 37 tutors. Aquests tutors, de diferents especialitats, són els que acompanyen els residents durant la seva etapa formativa al centre sanitari.
El darrer pas important va ser l'any 2008, quan es va signar el concert entre la Universitat de Girona i l'Institut Català de la Salut per començar el curs acadèmic 2008/09, dels estudis de grau de medicina a l'esmentada Universitat. Durant l'any acadèmic 2010/11 els alumnes de tercer curs van iniciar la seva formació en el vessant de pràctica assistencial a l'Hospital Universitari de Girona Dr. Josep Trueta. Avui dia hi ha gairebé 200 estudiants i una setantena de docents provenen de centres de l'ICS Girona, a més de l'ICO i l'IDI, amb un total de 18 serveis implicats.